# کشتی در المپیک تابستانی ۱۹۹۲

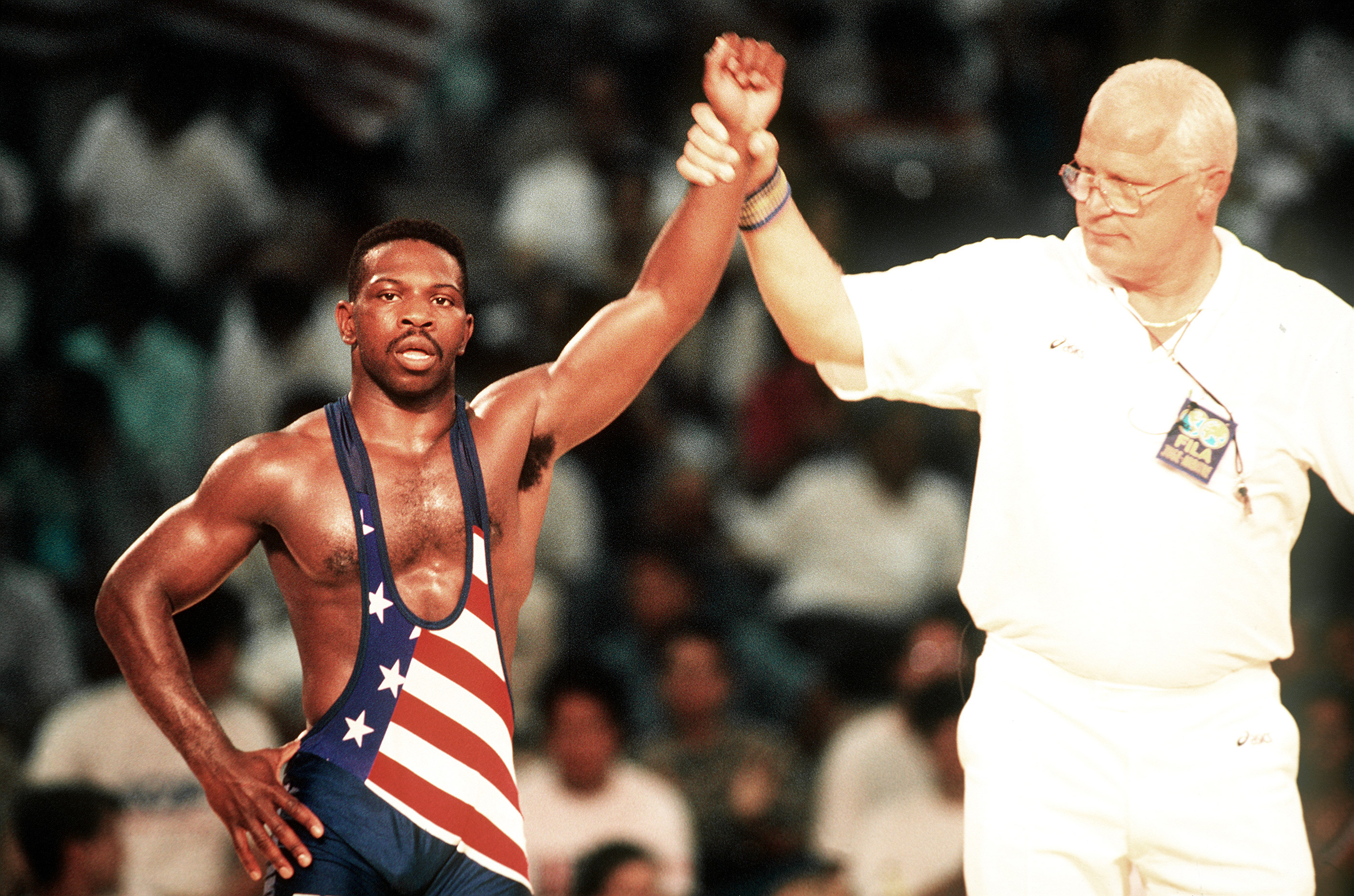
رادنی اسمیت در المپیک تابستانی ۱۹۹۲

کشتی در بازی‌های المپیک تابستانی ۱۹۹۲ نام رویداد ورزش کشتی در بازی‌های المپیک تابستانی بود که در سال ۱۹۹۲ برگزار شد.

## مدال‌آوران

### آزاد مردان
| رویداد      | طلا                                  | نقره                            | برنز                            |
| ۴۸ کیلوگرم  | کیم ایل · کره شمالی                  | کیم جونگ-شین · کره جنوبی        | وقار عروجف · تیم متحد           |
| ۵۲ کیلوگرم  | ری هاک-سون · کره شمالی               | زیک جونز · ایالات متحده آمریکا  | والنتین یوردانف · بلغارستان     |
| ۵۷ کیلوگرم  | آلخاندرو پوئزتو · کوبا               | سرگی اسمال · تیم متحد           | کیم یونگ-سیک · کره شمالی        |
| ۶۲ کیلوگرم  | جان اسمیت · ایالات متحده آمریکا      | عسکری محمدیان · ایران           | لازارو رینوسو · کوبا            |
| ۶۸ کیلوگرم  | آرسن فادزائف · تیم متحد              | والنتین گتسوف · بلغارستان       | کوسی آکایشی · ژاپن              |
| ۷۴ کیلوگرم  | پارک جانگ سون · کره جنوبی            | کنی ماندی · ایالات متحده آمریکا | امیررضا خادم · ایران            |
| ۸۲ کیلوگرم  | کوین جکسون · ایالات متحده آمریکا     | المادی ژابرایلوف · تیم متحد     | رسول خادم · ایران               |
| ۹۰ کیلوگرم  | ماخاربک خادارتسف · تیم متحد          | کنان شیمشک · ترکیه              | کریس کمپل · ایالات متحده آمریکا |
| ۱۰۰ کیلوگرم | لری خابلوف · تیم متحد                | هیکو بالتس · آلمان              | علی کیالی · ترکیه               |
| ۱۳۰ کیلوگرم | بروس بومگارتنر · ایالات متحده آمریکا | جف تو · کانادا                  | دیوید گوبجیشویلی · تیم متحد     |

### فرنگی مردان
| رویداد      | طلا                               | نقره                                 | برنز                               |
| ۴۸ کیلوگرم  | اولگ کوچرنکو · تیم متحد           | وینچنزو مائنزا · ایتالیا             | ویلبر سانچز · کوبا                 |
| ۵۲ کیلوگرم  | یون رونینن · نروژ                 | آلفرد تر-مکرتچیان · تیم متحد         | مین کیونگ-گاب · کره جنوبی          |
| ۵۷ کیلوگرم  | آن هان-بونگ · کره جنوبی           | رفعت ییلدیز · آلمان                  | شنگ زتیان · چین                    |
| ۶۲ کیلوگرم  | مهمت عاکف پیریم · ترکیه           | سرگی مارتینوف · تیم متحد             | خوان مارن · کوبا                   |
| ۶۸ کیلوگرم  | آتیلا رپکا · مجارستان             | اسلام دوگوشیف · تیم متحد             | راندنی اسمیت · ایالات متحده آمریکا |
| ۷۴ کیلوگرم  | مناتساکان ایسکانداریان · تیم متحد | یوزف تراچ · لهستان                   | توربیورن کورنباک · سوئد            |
| ۸۲ کیلوگرم  | پیتر فرکاش · مجارستان             | پیوتر استپینی · لهستان               | دولت تورلیخانوف · تیم متحد         |
| ۹۰ کیلوگرم  | مایک بولمان · آلمان               | هاکی باشار · ترکیه                   | گوگی کوگواشویلی · تیم متحد         |
| ۱۰۰ کیلوگرم | هکتور میلیان · کوبا               | دنیس کوسلوفسکی · ایالات متحده آمریکا | سرگی دمیاشکویچ · تیم متحد          |
| ۱۳۰ کیلوگرم | الکساندر کارلین · تیم متحد        | توماس یوهانسون · سوئد                | یوان گریگوراش · رومانی             |

## جدول مدال‌ها
| رتبه  | کشور                      | طلا | نقره | برنز | مجموع |
| ۱     | تیم متحد (EUN)            | ۶   | ۵    | ۵    | ۱۶    |
| ۲     | ایالات متحده آمریکا (USA) | ۳   | ۳    | ۲    | ۸     |
| ۳     | کره جنوبی (KOR)           | ۲   | ۱    | ۱    | ۴     |
| ۴     | کوبا (CUB)                | ۲   | ۰    | ۳    | ۵     |
| ۵     | کره شمالی (PRK)           | ۲   | ۰    | ۱    | ۳     |
| ۶     | مجارستان (HUN)            | ۲   | ۰    | ۰    | ۲     |
| ۷     | ترکیه (TUR)               | ۱   | ۲    | ۱    | ۴     |
| ۸     | آلمان (GER)               | ۱   | ۲    | ۰    | ۳     |
| ۹     | نروژ (NOR)                | ۱   | ۰    | ۰    | ۱     |
| ۱۰    | لهستان (POL)              | ۰   | ۲    | ۰    | ۲     |
| ۱۱    | ایران (IRI)               | ۰   | ۱    | ۲    | ۳     |
| ۱۲    | بلغارستان (BUL)           | ۰   | ۱    | ۱    | ۲     |
| ۱۲    | سوئد (SWE)                | ۰   | ۱    | ۱    | ۲     |
| ۱۴    | کانادا (CAN)              | ۰   | ۱    | ۰    | ۱     |
| ۱۴    | ایتالیا (ITA)             | ۰   | ۱    | ۰    | ۱     |
| ۱۶    | چین (CHN)                 | ۰   | ۰    | ۱    | ۱     |
| ۱۶    | ژاپن (JPN)                | ۰   | ۰    | ۱    | ۱     |
| ۱۶    | رومانی (ROU)              | ۰   | ۰    | ۱    | ۱     |
| مجموع | مجموع                     | ۲۰  | ۲۰   | ۲۰   | ۶۰    |